# Guldörat
Guldörat, före 2018 kallat Stora radiopriset, är ett pris som årligen delats ut till den svenska radiobranschen av Radioakademin. Prisceremonin har fram till 2015 hållits i samband med Radiogalan.
Priser delas ut i ett tiotal kategorier, som varierat något genom åren. Vissa år har priserna varit uppdelade i närradio, privat lokalradio och public service. För 2009 var tävlingskategorierna Årets kanalprofilering, folkbildare, morgonprogram, musik, närradio, PLR-station, Public Service, reportage, nykomling och underhållning. Dessutom brukar ett hederspris och ett specialpris utdelas. På senare år har även kategorin Bästa programledare, som är ett lyssnarpris baserat på Sifo-intervjuer med radiolyssnare, ingått.
Priset har kritiserats av poddaren Julia Frändfors för att gynna vissa aktörer och missgynna andra. Radioakademin har bemött kritiken med att poddarna nomineras och koras av olika externa juryer, samt att vinnaren utses av lyssnare som röstar. De har även svarat att kategorierna ses över (2022).

## Pristagare

### Sammanställning: Stations- och personpris
| Årets... | Public Service | Privata Radiostation           | Närradio                                            | Personlighet | Medarbetare/Eldsjäl                                                    | Nykomling                          | Hederspris                    | Specialpris                                  |
| -------- | --- | ------------------------------ | --------------------------------------------------- | --- | ---------------------------------------------------------------------- | ---------------------------------- | ----------------------------- | -------------------------------------------- |
| 2001     | Brandmålet, SR Göteborg                                                                                                   | Rockklassiker 106,7            | Umeå studentradio                                   | - Annika Lantz, SR P3 - Martin Loogna, Mix Megapol                                                              | - Ulla Svensson, SR P3 - Henrik Rosenkvist, Vinyl 107                  | —                                  | Mats Nileskär, SR P3/Malmöhus | Christer Jungeryd                            |
| 2002     | Reko, SR Stockholm | Lugna Favoriter                | Lunds studentradio – Radio AF                       | - Kjell Eriksson, SR P3 - Gert Fylking, Rix MorronZoo - Joel Norrman, Uppsala studentradio                      | - Tove Jonstoij, UR - Markus Önnestam, Wow 105.5                       | —                                  | Ulf Elfving                   | Kvinnors röst, Radio Sydväst                 |
| 2003     | Jävla Vitskallar, Daniel Velasco, SR P1                                                                                   | Vinyl 107                      | Hoffmans, Stockholms Studentradio                   | - Täppas Fogelberg, SR Västernorrland/SR P4 - Wivianne Svedberg, Lugna Favoriter                                | Hans Svensson, Radio AF                                                | —                                  | Kersti Adams-Ray              | Akademi Båstad                               |
| 2004     | - Sommar med Mustafa Can, SR P1 - Riksdagens lediga ledamöter, Daniel Velasco och Bo Göran Bodin, SR Ekot/Radio Stockholm | Power Hit Radio                | Radio Andina de Estocolmo                           | - Bosse “Bildoktorn” Andersson, SR P4 Jönköping - Roger Nordin, Rix FM - Cesar Teran, Radio Andina de Estocolmo | Åsa Ackered, Studentradio KTH 95.3                                     | Özz Nûjen, SR P3                   | Jesse Wallin                  | Radio Stockholms Trafikredaktion             |
| 2005     | Helt enkelt rädd, Martin Hedén, SR P1                                                                                     | The Voice of Hip Hop & RnB     | Bergsjökanalen, Jorge Martorell och Gisli Hjaltason | - Annika Lantz,SR P3 - Titti Schultz, Rix FM/MTG                                                                | Saied Afshar, Radio Solidaritet                                        | —                                  | Lg Nilsson                    | Vår grundade mening, SR Malmö                |
| 2006     | Bevakningen av stormen Gudrun, SR Kronoberg                                                                               | Bandit Rock 106,3, MTG Radio   | Radio UPF                                           | - Gert Fylking, Rix FM                                                                                          | —                                                                      | —                                  | Titti Nylander, SR            | Radio Seven                                  |
| 2007     | Sjukt billigt, Kaliber, SR Göteborg                                                                                       |                                | Radio UPF, Radio AF                                 | — | —                                                                      | —                                  | Kaj Kindvall                  | Radio DV i Malmö                             |
| Årets... | Public Service | Privata Radiostation           | Närradio                                            | Mest populära programledare                                                                                     | Folkbildare                                                            | Rookie                             | Hederspris                    | Specialpris                                  |
| 2008     | Telefonsamtal med Bagdad, Anton Karis, SR Ekot/Studio Ett                                                                 | Mix Megapol, SBS               | Think Globally, THS Radio                           | - Lotta Bromé, SR                                                                                               | Släktband, Gunilla Nordlund och Elisabeth Renström, SR Västerbotten    | Erik Schüldt/Schüldt i P1/P2, Filt | Mats Ekman, SR                | Radio Sweden, SR                             |
| 2009     | P3 Dokumentär, SR P3 | Mix Megapol, SBS               | Radio Totalnormal, Föreningen Fanzingo              | - Lotta Bromé, SR                                                                                               | Grisindustrin, Daniel Öhman och Malin Olofsson, SR Ekot                | Henrik Torehammar, SR Göteborg     | Kerstin Brunnberg             | Gröna Knappen, MTG                           |
| 2010     | Elin-mitt sorgliga liv, Bo-Göran Bodin och Daniel Velasco, SR                                                             | Bandit Rock, MTG Radio         | Radio UPF, Radio AF                                 | - Lotta Bromé, SR - Adam Alsing, Mix Megapol                                                                    | Matens pris, Daniel Öhman och Malin Olofsson, SR Ekot                  | Jonatan Unge, SR P3/Malmö          | Claes af Geijerstam           | Radiosporten, SR                             |
| 2011     | Studio Ett, SR Ekot | Mix Megapol, SBS               | RadioSkugga, Situation Stockholm                    | - Lotta Bromé, SR                                                                                               | Sunday Bloody Sunday, Thella Johnsson, P3 Dokumentär                   | Fredrick Federley, Radio1 101,9    | Christer Modig                | - Musikhjälpen, SR - Radio1 101,9, MTG Radio |
| 2012     | P3 Dokumentär, SR P3 | Radio1 101,9, MTG Radio        | Radio Totalnormal, 101,1 Stockholms närradio        | - Lotta Bromé, SR - Christer Lundberg, SR                                                                       | Micke förklarar, Äntligen Morgon, Mix Megapol                          | Linnea Wikblad, P3 Stockholm       | Lasse Granqvist               | Radiokorrespondenterna, SR                   |
| 2013     | Den fastspända flickan, P1 Dokumentär, SR                                                                                 | Radio1 101,9, MTG Radio        | Magasinet, Radio AF                                 | - Lotta Bromé, SR - Anders Timell, Mix Megapol                                                                  | Institutet med Karin och Jesper, SR P3, Produktionsbolaget Munck       | Sigge Eklund, Mix Megapol          | Kjell Alinge                  | Radio Intelligence                           |
| Årets... | Lokalradio | Radiostation                   | Närradio                                            | Mest populära programledare                                                                                     | Folkbildare                                                            | Rookie                             | Hederspris                    | Specialpris                                  |
| 2014     | P4 Dalarna, SR | Skärgårdsradion 90,2 Stockholm | Studentradion 98,9 Uppsala                          | - Lotta Bromé, SR - Kodjo Akolor, SR                                                                            | Skolministeriet, UR                                                    | Emanuel Karlsten, P3 Nyheter, SR   | Gert Fylking                  | Nils Horner                                  |
| 2015     | Skogsbranden i Västmanland, P4 Västmanland                                                                                | Mix Megapol, Bauer Media Group | Studentradion 98,9, Uppsala                         | - Lotta Bromé, SR - Adam Alsing, Mix Megapol                                                                    | Kaliber i P1, Krisen i socialtjänsten, SR P3, Produktionsbolaget Munck | Mattias Lundberg, SR P2            | Ingemar Allén                 | Ylva Mårtens                                 |
| Årets... | Hederspris | Hederspris                     |                                                     | |                                                                        |                                    |                               |                                              |
| 2016     | Ove Joanson | Ove Joanson                    |                                                     | |                                                                        |                                    |                               |                                              |
| Årets... | Rookie | Hederspris                     | Hederspris                                          | |                                                                        |                                    |                               |                                              |
| 2017     | Cecilia Düringer | Christer Jungeryd              | Kerstin Behrendtz                                   | |                                                                        |                                    |                               |                                              |
| Årets... | Kvinnliga programledare                                                                                                   | Manliga programledare          | Hederspris                                          | Rookie |                                                                        |                                    |                               |                                              |
| 2018     | Gry Forssell | Erik Blixt                     | Hassan                                              | Mic Michaeli |                                                                        |                                    |                               |                                              |
| Årets... | Programledare | Hederspris                     | Programledare podd                                  | Nykomling radio                                                                                                 | Nykomling podd                                                         |                                    |                               |                                              |
| 2019     | Gry Forssell | Anders Held                    | Hasse Aro                                           | Niclas Belfrage (Bauer)                                                                                         | Della Q (Spotify)                                                      |                                    |                               |                                              |

### Sammanställning: Programpris
| Årets... | Morgonprogram                                     | Musikprogram                                                                        | Underhållning                                                                      | Reportage                                                          | Intervju                                                     | Trailer/Ljudkoncept                            |                                 |
| -------- | ------------------------------------------------- | ----------------------------------------------------------------------------------- | ---------------------------------------------------------------------------------- | ------------------------------------------------------------------ | ------------------------------------------------------------ | ---------------------------------------------- | ------------------------------- |
| 2001     |                                                   | Livet är en fest, SR P3                                                             | Livet är en fest, SR P3                                                            | Vapenbrodern, Dokumentärredaktionen, SR P1                         | —                                                            | Änglar och demoner, UR                         |                                 |
| 2002     | Morgonpasset, SR P3                               | Klingan, SR P2                                                                      | Pippirull, SR P3                                                                   | Kyrkornas svek i Rwanda, Peter Sandberg och Lasse Berg, SR         | Intervjun med Hannes Westberg, David Gustafsson, SR Göteborg | Power Hit Radio: The Power Morning Show        |                                 |
| 2003     | P1 Morgon, SR P1                                  | P3 Rock, SR P3                                                                      | Public Service, SR P1                                                              | Jävla vitskallar, Daniel Velasco, SR Stockholm                     | Mr Riviera och hans fru, Mia Blomgren, Tendens i SR P1       | Dr Helg, SR P3                                 |                                 |
| 2004     | Adam Alsings Frukostpass, Radio City 105.9        | - På Minuten, SR P3 - NRJ Kalaset, NRJ                                              | - På Minuten, SR P3 - NRJ Kalaset, NRJ                                             | Ring mig innan världen exploderar, Gunilla Bresky, SR Norrbotten   | Lördagsintervjun med Gudrun Schyman, Tomas Ramberg, SR Ekot  | - Rix FM:s ljudprofil, Rix FM - Dr Helg, SR P3 |                                 |
| Årets... | Morgonprogram                                     | Musikprogram                                                                        | Underhållning                                                                      | Reportage                                                          | Nyskapande Programsatsning                                   | Trailer/Ljudkoncept                            |                                 |
| 2005     | Äntligen morgon med Adam och Gry, Mix Megapol     | P3 Live, SR P3                                                                      | Roll on med Klara Zimmergren och Mia Skäringer, SR P3 Göteborg/Wegreaus Produktion | Barna var hans, Emma Janke, Dokumentärredaktionen, SR P1           | Kaliber, SR Göteborg                                         | The Voice/SBS Radio Stationsimaging            |                                 |
| Årets... | Morgonprogram                                     | Musikprogram                                                                        | Underhållning                                                                      | Reportage                                                          | Nyskapande Programsatsning                                   | Innovation                                     |                                 |
| 2006     | Rix MorronZoo, Rix FM                             | P3 Dans, SR P3                                                                      | Du gamla du fria – en mångkulturell radiorevy om svenskhet, SR Sverige             | Det stormar på La Scala, SR Västerbotten                           | Kulturungar/Flipper, Filt AB                                 | Poddradio, SR                                  |                                 |
| 2007     | Radio Vallentuna Morgonshow, Radio Vallentuna V97 | Rastegar i P4, SR Uppland                                                           | Rastegar i P4, SR Uppland                                                          | Obol, Kaliber, SR Göteborg                                         | Din gata, 100,6, SR Malmö                                    | Vakna hur du vill, SR                          |                                 |
| Årets... | Morgonprogram                                     | Musikprogram                                                                        | Underhållning                                                                      | Reportage                                                          | Kanalprofilering                                             | Innovation                                     |                                 |
| 2008     | Äntligen Morgon, Mix Megapol                      | P3 Live Session, Liv Ungermark och Karin Forsmark, SR Göteborg                      | —                                                                                  | Inlåst. Dödad. Daniel Velasco och Bo-Göran Bodin, SR Ekot          | Bandit Rock 106,3                                            | Programhittaren, SR                            |                                 |
| 2009     | Rivstart, Bandit Rock Göteborg                    | Såpoperastudion, SR P2/SMT Radio                                                    | Äntligen Morgon, Mix Megapol                                                       | Bibliotekarien, Jesper Huor, SR Samhälle/Dokumentärredaktionen     | Bandit Rock, MTG Radio                                       | —                                              |                                 |
| Årets... | Morgonprogram                                     | Musikprogram                                                                        | Underhållning                                                                      | Reportage                                                          | Kanalprofilering                                             | Mest spelade svenska låt                       |                                 |
| 2010     | Äntligen Morgon, Mix Megapol                      | Tyst för fan– historien om Ebba Grön, Karin Forsmark och Rickard Nerbe, SR Göteborg | Lilla Al-Fadji, SR P3/Munck AB                                                     | Kölnkonserten Anton Karis, SR P1                                   | Radio 107,5, SBS Radio                                       | Keep on walking med Salem Al Fakir             |                                 |
| 2011     | Äntligen Morgon, Mix Megapol                      | Pop och politik, Anna Charlotta Gunnarsson, UR                                      | Christer i P3, SR Göteborg                                                         | En tisdag i september, Lotta Erikson, Dokumentärredaktionen, SR P1 | Sveriges Radio P4                                            | —                                              |                                 |
| 2012     | Äntligen Morgon, Mix Megapol                      | Klingan, SR P2                                                                      | Spanarna, SR P1                                                                    | Saudiaffären, Studio Ett, SR P1                                    | —                                                            | —                                              |                                 |
| 2013     | Morgon, P4 Radio Stockholm, SR                    | Wretlinds Värld, Spotify                                                            | Aschberg, Radio1 101,9                                                             | Den fastspända flickan, P1 Dokumentär, SR P1                       | —                                                            | —                                              |                                 |
| Årets... | Morgonprogram                                     | Musikprogram                                                                        | Underhållning                                                                      | Reportage                                                          | Radioevenemang                                               | Radioprogram                                   | Podd                            |
| 2014     | Morgon, P4 Radio Stockholm, SR                    | P3 Soul, SR                                                                         | Institutet i P3, Produktionsbolaget Munck                                          | Kvinna hitta död vid badplats, P1 Dokumentär, SR                   | Musikhjälpen, SR                                             | P3 Dokumentär, SR                              | —                               |
| 2015     | Klassisk morgon i P2, SR                          | P3 Soul, SR                                                                         | Institutet i P3, Produktionsbolaget Munck                                          | Ett tillfälligt parti chili con carne, Studio Ett i P1, SR         | Barnaministeriet Dokumentär, UR                              | En Ljusare Jul, Lugna Favoriter                | Wahlgren & Wistam, Proppiversum |
| 2016     | –                                                 |                                                                                     |                                                                                    |                                                                    |                                                              |                                                |                                 |
| 2017     | –                                                 |                                                                                     |                                                                                    |                                                                    |                                                              |                                                |                                 |
| Årets... | Radioupplevelse                                   | Nyskapare                                                                           | Podd                                                                               |                                                                    |                                                              |                                                |                                 |
| 2018     | Hästgården, Ekot och P1 Dokumentär                | Bytfrekvens.nu, Nent                                                                | Alla våra ligg                                                                     |                                                                    |                                                              |                                                |                                 |
| Årets... | Podd                                              | Poddproduktion                                                                      | Förnyare                                                                           | Avslöjande                                                         | Radioprogram                                                 | Radioupplevelse                                |                                 |
| 2019     | Mellan himmel och jord                            | Spår                                                                                | Den röststyrda julkalendern                                                        | När vården inte räddar liv                                         | Rix morronzoo                                                | Den stora brandbevakningen                     |                                 |

### Motiveringar
Under varje priskategori anges årtal, mottagare och motivering. Listan är alfabetisk och kronologisk, men inte fullständig. NR = närradio, PLR = privat lokalradio, PS = public service.

#### Årets eldsjäl
- 2004 – NR: Åsa Ackered (Studentradio KTH 95,3) – Finns alltid till hands, är alltid glad och positiv med brinnande entusiasm. Hon står bakom kulisserna och utför arbetet som får Studentradion KTH att gå runt. Hon har stort engagemang för att skola in nya medarbetare men också peppa befintliga medlemmar att bli bättre. Åsa har radiosjäl!

#### Årets folkbildare
- 2008 – Släktband, med Gunilla Nordlund och Elisabeth Renström (SR Västerbotten)
- 2012 – Micke Tornving förklarar, med Mikael Tornving i Mix Megapol (SBS Radio)[32]
- 2013 – Institutet med Karin och Jesper i P3 – Produktionsbolaget Munck[4]

#### Årets hederspris
- 2002 – Ulf Elfving
- 2004 – Jesse Wallin – Med rötterna i diskokulturen har han med entusiasm och professionalitet givit röst åt den svenska privatradion sedan långt innan den fanns.
- 2006 – Titti Nylander (Ekot) – Kristallklart och omsorgsfullt kryddat har Titti Nylander låtit oss ta del av såväl storpolitikens komplexa värld som den enkla vardagen från Mellanöstern, Italien, USA, London och Bryssel under mer än tre decennier.
- 2007 – Kaj Kindvall – Kungen av List-musik. Ingen har som han betytt lika mycket för vilka hit-låtar som spelas i all radio. I program som Tio i topp, Poporama, Discorama, Singel och Tracks personifierar han, i över tre decennier, kärleken till radio och musik kombinerat med stor kunskap och professionalism.
- 2008 – Mats Ekman (Sveriges Radio)
- 2012 – Lasse Granqvist (Sveriges Radio)[32]
- 2013 – Kjell Alinge[4]

#### Årets innovation
- 2006 – Sveriges Radios poddsatsning – Vinnaren har hajat tekniken och på ett smart sätt fyllt den lilla mackapären med bra radioprogram. P som i Potential, Påverkan, Publik och Poddradio.
- 2007 – Vakna hur du vill (Sveriges Radio) – Så dumt roligt att man skrattar sig hes. I ett uttryck: enkelt och genialiskt.
- 2008 – Programhittaren (Sveriges Radio)

#### Årets intervju
- 2002 – David Gustafsson
- 2004 – NR: Stetoskop, av Kristin Heinonen (Pite FM) – En historia med hjärta och värme där intervjuaren tar lyssnaren i handen på väg mot vändpunkten i en ung människas liv.
- 2004 – PLR: Rix Morronzoo – Horace Engdahl, intervjuad av Roger Nordin, Titti Schultz och Gert Fylking (Rix FM) – En osannolik intervju med överraskande gott samspel i programledartrion där lekfullhet och glatt humör visar en ny sida av en känd person.
- 2004 – PS: Lördagsintervjun – Gudrun Schyman, intervjuad av Tomas Ramberg (Ekot) – Med enträgna frågor om politiskt laddade enskildheter blottläggs den garvade politikerns fatala avstånd till vardagsverkligheten.

#### Årets kanalprofilering
- 2008 – Bandit Rock 106.3

#### Årets ljudkoncept/imaging
- 2004 – PLR: Rix FM:s ljudprofil (Rix FM) – Med ett genomtänkt, professionellt koncept och en välkomponerad ljudmatta levererar stationen med trygghet och säkerhet ett självklart avtryck så att lyssnaren omedelbart förstår att kanalen är Rix FM.

#### Årets ljudproduktion
- 2004 – PS: Dr Helg (SR P3) – En humoristisk idé är ingenting utan dess förpackning. Att ta ett känt fenomen och förädla det till underhållning kräver eftertanke, tajming och mod. Detta har Dr Helg lyckats med till 100 procent och samtidigt skapat professionell radio.

#### Årets medarbetare
- 2002 – NR: Joel Norrman
- 2002 – PLR: Markus Önnestam
- 2002 – PS: Tove Jonstoij
- 2003 – PLR: Gill Wikander

#### Årets morgonprogram (morgonshow)
- 2002 – Morgonpasset (SR P3)
- 2004 – Adam Alsings frukostpass (Radio City 105,9) – Adam Alsings frukostpass är vasst, annorlunda och överraskande. Frukostpasset på Radio City nomineras för sin geniala humor och för att det verkligen lyckas lämna lyssnaren på gott humör.
- 2006 – Rix MorronZoo – Vänder sig till alla – från Norrbotten till Malmö. Man vet att det kommer något kul bakom nästa jingel.
- 2007 – Radio Vallentuna Morgonshow (V97 Radio Vallentuna) – Perfekt blandning av humor, musik och nyheter som tyvärr inte hörs mer än i den egna kommunen. Med Martin Loogna och Ann-Sofie Andersson.
- 2008 – Äntligen morgon, Mix Megapol
- 2012 – Äntligen morgon, Mix Megapol (SBS Radio)[32]
- 2013 – Morgon, P4 Radio Stockholm (Sveriges Radio)[4]

#### Årets musik
- 2002 – Klingan, med Kalle Tiderman och Lennart Wretlind (SR P2) – Klingan är ett engagerat, initierat och nyfiket program som lyfter fram musik som sällan eller aldrig hörs i etern. När man väl möter den, är det omöjligt att värja sig.
- 2005 – P3 Live (SR P3) – Fulländat och helgjutet genomfört. Lyssnarna är med på konserten och står mitt i publikhavet.
- 2006 – P3 Dans – En tioåring som vuxit ur sin experimentkostym och blivit oundgänglig för den moderna svenska dansmusiken.
- 2007 – Rastegar (SR P4 Uppland) – Sveriges Radio Uppland serverar humor och värme som även lyssnare utanför Uppsala förstår och känner igen.
- 2008 – P3 Live Session, med Liv Ungermark och Karin Forsmark (SR Göteborg)
- 2011 – Pop och politik, med Anna Charlotta Gunnarson och Agneta Karlsson, P4 (UR)
- 2012 – Klingan, med Lennart Wretlind, P2 (Sveriges Radio)[32]
- 2013 – Wretlinds värld, Spotify[4]

#### Årets nyhetsinslag/sportinslag
- 2004 – PS: Riksdagens lediga ledamöter, av Daniel Velasco och Bo Göran Bodin (SR Stockholm och Ekot) – Man kan slappna av när man vet att man har rätt. För grundlig research och välgjorda intervjuer som mot allt nekande blottlägger girigheten hos svenska riksdagsledamöter.

#### Årets nyskapande programsatsning
- 2005 – Kaliber (P1 Sveriges Radio Göteborg) – Ett ambitiöst och välgjort program med ny angreppsvinkel som skapar bilder hos lyssnaren på ett sätt som bara radio kan.
- 2006 – Kulturungar/Flipper, Produktionsbolaget Filt AB – En briljant skildring av en typ av reservat som vi inte talar om men som ger insyn i kulturkapitalets diskreta charm, som lever och frodas vid sidan av de högstämda integrationstalen.

#### Årets närradio
- 2001 –  Mick 102 Umeå studentradio – En ambitiös, snyggt producerad radio som i ett glatt och hurtigt tempo förmår att engagera och inspirera lyssnaren. Kårengagemanget spelar en central roll i de superlokala nyhetssändningarna som utstrålar både självklarhet och stolthet. Vinnaren av årets närradio visar på ett lekfullt sätt att det med små resurser går att göra livskraftig och lyssnartillvänd radio.
- 2002 – Lunds Studentradio / Radio AF
- 2004 – Radio Andina de Estocolmo – Drivkraften för att köra närradion är solidaritet med utsatta människor i Sverige. Delar ut information om viktiga samhällsfrågor till spansktalande som bor i Sverige. Har en berikad kontakt med sina lyssnare.
- 2005 – Bersjökanalen i Göteborg med Jorge Martorell och Gisli Hjaltason
- 2006 – Radio upf (Utrikespolitiska föreningen i Lund) – En blytung bevakning av utlandet. Litar på att budskapet i sig är så intressant att jinglar och ljudeffekter blir överflödiga. Radio UPF gör en radio som många professionella drömmer om att få göra.
- 2007 – Radio UPF, Radio AF – Journalistiskt kompetent och moget med programledare och medarbetare som med driv och lätthet manövrerar kring tunga utrikespolitiska frågor. Detta i kombination med ett tydligt mångkulturellt engagemang gör ännu en gång Radio UPF till en värdig vinnare av priset Årets närradio.
- 2008 – Think Globally, THS Radio
- 2012 – Radio Totalnormal, 101,1 Stockholms närradio[32]
- 2013 – Magasinet, Radio AF[4]

#### Årets personlighet
- 2002 – PLR: Gert Fylking, Rix Morronzoo (Rix FM)
- 2002 – PS: Kjell Eriksson (SR P3)
- 2003 – PLR Wivianne Svedberg Lugna Favoriter
- 2004 – NR: Cesar Teran (Radio Andina de Estocolmo) – Med närvaro och stort engagemang ger han orädd röst åt de röstlösa.
- 2004 – PLR: Roger Nordin (Rix FM) – Sticker ut med sin återhållsamma ton i en flora av färgglada medarbetare.
- 2004 – PS: Bosse ”Bildoktorn” Andersson (SR P5 Jönköping) – Fortfarande bäst i radio.
- 2005 – PLR: Titti Schultz (Rix FM) – Radions fluortant. Beskäftig, präktig och pryd men samtidigt kvickt intelligent och språkligt säker.
- 2005 – PS: Annika Lantz (SR P3) – Radions okrönta drottning. En driven journalist och humorist. Kvinnligt, kvickt och kunnigt stoppar hon in kniven, punkterar och vrider om, om och om igen. Med mod och språklig briljans har hon ånyo flyttat fram positionerna för svensk radiounderhållning.

#### Årets privata lokalradiostation (PLR)
- 2002 – Lugna Favoriter 104,7
- 2004 – Power Hit Radio – En station som med små medel skapar något stort och fartfyllt. Händer det så händer det här! Interaktivitet med kontinuerliga tävlingar och aktiviteter, och ett välproducerat format i stort. Helt rätt för målgruppen. Fett helt enkelt.
- 2006 – Bandit Rock 106,3 – En kaxig radio som sticker ut  – en frisk fläkt som inte bara rabblar låtar.
- 2008 – Mix Megapol

#### Årets programledare
Årets bästa kvinnliga programledare i radio
- 2008 – Lotta Bromé, P4 Extra (Sveriges Radio)[4]
- 2009 – Lotta Bromé, P4 Extra (Sveriges Radio)[4]
- 2010 – Lotta Bromé, P4 Extra (Sveriges Radio)[4]
- 2011 – Lotta Bromé, P4 Extra (Sveriges Radio)[4]
- 2012 – Lotta Bromé, P4 Extra (Sveriges Radio)[4]
- 2013 – Lotta Bromé, P4 Extra (Sveriges Radio)[4]

Årets bästa manliga programledare i radio
- 2012 – Christer Lundberg, Christer i P3 (Sveriges Radio)[32]
- 2013 – Anders Timell, Mix Megapol[4]

#### Årets programsatsning
- 2007 – Din gata, 100,6 (SR Malmö) – Med ung och kaxig Malmöattityd passar Din gata perfekt på FM-bandet i Sveriges yngsta och mest internationella storstad.

#### Årets Public Service
- 2002 – Reko (SR Stockholm)
- 2004 – Sommar, med Mustafa Can (SR P1) – Med en enastående språkkänsla och på klingande västgötska förvandlas mediernas anonyma invandrarkvinna till ett gripande modersporträtt.
- 2005 – Helt enkelt rädd, av Martin Hedén (SR P1 Dokumentärredaktionen) – Närmar sig en tragedi på ett gripande och respektfullt sätt. Två människors berättelser för oss långt bortom de klassiska nyhetsrubrikerna.
- 2006 – Bevakningen av stormen Gudrun av SR Kronobergs nyhetsredaktion. – Lokal radio när den är som bäst  – när den behövs som mest. På plats för att skildra skeenden och skapa lugn i kaos .
- 2007 – Kaliber, reportaget "Sjukt billigt" – Utan övertoner och med respekt för de inblandade skalar Kaliber bort lager efter lager av skyddshinnor kring en bokstavligen livsfarlig affärsverksamhet och får oss att gradvis omvärdera vårt handlande i vardagen.
- 2008 – Telefonsamtal med Bagdad, Anton Karis (Ekot/Studio Ett)

#### Årets radioprogram
- 2012 – P3 dokumentär, P3 (Sveriges Radio)[32]
- 2013 – Den fastspända flickan, P1 (dokumentär, Sveriges Radio)[4]

#### Årets radioröst
- 2006 – Gert Fylking – Lyssnarnas favorit.

#### Årets radiostation/radiokanal
- 2012 – Radio1 101,9 (MTG Radio)[32]
- 2013 – Radio1 101,9 (MTG Radio)[4]

#### Årets reportage
- 2002 – Kyrkornas svek i Rwanda
- 2004 – PS: Ring mig innan världen exploderar, av Gunilla Bresky (SR P1 Norrbotten) – För det starka poetiska anslaget, för dramaturgin och tilliten i språket. Radio som får oss att stanna upp i stekoset eller sitta kvar i bilen och undra vem det är vi träffar.
- 2005 – Barna var hans, av Emma Janke (SR P1 Dokumentärredaktionen) – Storartat. Aldrig har tystnaden talat så öronbedövande högt.
- 2006 – Det stormar på La Scala – ett operahus i blåsväder, av Kerstin Berggren (SR Västerbotten/P1/ Kulturradion) – Klassiskt radioreportage som med välljudande språk, bilder och toner , öppnar operaälskarnas värld även för den breda publiken.
- 2007 – Kaliber (SR Göteborg) – För programmen om Obol
- 2008 – Inlåst. Dödad, av Daniel Velasco och Bo-Göran Bodin (Ekot)
- 2012 – Saudiaffären, Studio Ett i P1 (Sveriges Radio)[32]
- 2013 – Den fastspända flickan, P1 (dokumentär, Sveriges Radio)[4]

#### Årets rookie (nykomling)
- 2004 – Özz Nûjen (SR P3) – Med en äkta framtoning och en kontroversiell ‘touch’, står denna förmåga för en ny generation programledare. Tillbakalutade men vassa intervjuer varvas med utelämnande fyndigheter och provokativa överraskningar. A star is born.
- 2008 – Eric Schüldt, Schüldt i P1/P2
- 2012 – Linnea Wikblad, P3 (Sveriges Radio)[32]
- 2013 – Sigge Eklund, Mix Megapol (SBS Discovery Radio)[4]
- 2014 – Emanuel Karlsten, P3 Nyheter (Sveriges Radio)[33]
- 2015 – Mattias Lundberg, Den svenska musikhistorien (Sveriges Radio P2)[34]

#### Årets specialpris
- 2002 – Kvinnors Röst (Radio Sydväst)
- 2004 – Radio Stockholms trafikredaktion – En verksamhet som bokstavligen har visat vägen både för radiopubliken i Stockholm och för liknande programverksamhet i nio andra kanaler. För daglig service till publiken under 25 år.
- 2005 – Vår grundade mening (SR P1 Malmö) – För engagerad och integer granskning av journalistiken inom såväl public service som kommersiell verksamhet. Dessutom för att oförtröttligt professionellt och med stor medkänsla ha stött den svensk-eritreanske fängslade journalisten Dawit Isaak.
- 2006 – Radio Seven – Med glöd, engagemang och med knappa resurser har vinnarna tagit den nya tekniken till sig. De har skapat en kanal och en community där radiointresserade ungdomar över hela landet kan vara med och göra radio från det egna hemmet.
- 2007 – Radio DV, Malmö – Varje måndag sänder redaktionen varierad och underhållande radio där allvarliga frågor blandas med lättsamma reportage. Genom sina medarbetare lyfter kanalen fram funktionshindrades vardag och medverkar till ett bättre samhälle för alla.
- 2008 – Radio Sweden
- 2012 – Radiokorrespondenterna[32]
- 2013 – Radio Intelligence[4]

#### Årets trailer/on air-promotion
- 2002 – The Power Morning Show

#### Årets underhållning
- 2002 – Pippirull (SR P3)
- 2004 – PLR: NRJ Kalaset (NRJ) – En charmig show med lysande sketcher och imitationer. Lyssnaren får aktuella ämnen serverade på ett underhållande sätt och samspelet mellan programledarna är klockren och ger ett genuint intryck. Annorlunda lyssnarsamtal som lockar till spontana skratt.
- 2004 – PS: På minuten (SR P3) – På minuten är en radioklassiker som fortfarande känns lika rapp och vass. Med ett vansinnigt tempo håller man lyssnaren kvar i ett järngrepp.
- 2005 – Roll on, med Klara Zimmergren och Mia Skäringer (SR P3 Göteborg/Wegreaus Produktion) – Nyskapande underhållning. Betraktelser från vardagen med träffsäker kvinnlig ironi.
- 2006 – Du gamla du fria , en mångkulturell radiorevy om svenskhet, SR Sverige – En brokigare och roligare radioväv med inslag av nya röster.
- 2007 – Rastegar (SR P4 Uppland) – Sveriges Radio Uppland serverar humor och värme som även lyssnare utanför Uppsala förstår och känner igen.
- 2012 – Spanarna, P1 (Sveriges Radio)[32]
- 2013 – Aschberg, Radio1 101,9 (MTG Radio)[4]